# 佐久間一学
佐久間 一学（さくま いちがく、宝暦6年3月5日（1756年4月4日） - 天保3年8月20日（1832年9月14日））は、江戸時代後期の武士・剣術家・易学者で、信州松代藩士。名を国善（くによし）、晩年に神渓と号する。佐久間家に養子に入り一学を称した。長男は佐久間象山。

## 生涯
真田家・家臣である長谷川家の第36代当主・長谷川善員の長男として生まれる。天才の名を縦に、学問と剣術で早くから頭角を現し幼少期より将来を嘱望されて育つ。とくに儒学や算術に優れ、剣の腕前も藩中で随一を誇った。藩内の実力者で儒者でもある鎌原桐山との親交が深く、後年、長男の象山も幼いころに桐山の塾で儒学と朱子学を学んでいる。やがて五両五人扶持を賜り、後に老中となる藩主・真田幸貫に若くして見出され右筆役頭を務めた。
折しも、かつて松代真田氏代々の重臣で百石持ちの藩の名門・佐久間家の当主・佐久間国正に男子がなく、家名断絶の危機に瀕しており、これを憂いた藩主幸貫は佐久間家を絶やさぬようにするため藩内の有能な若き藩士を探し、その後継とするべく命じたことで、すでに文武に優れ名が知れ渡っていた一学に白羽の矢が立った。
平氏の末裔という家系の佐久間家は元来、代々男子が育たない家系として知られており、佐久間国綱が若くして他界して一度断絶。その後、国正が亡き国綱の養子となって佐久間家を継承している。
佐久間家・当主となって後は、易学で大成し、卜伝流の剣術道場を開き多数の藩士が入門、人材の育成に尽力した。また、文化8年（1811年）2月11日に象山が誕生。文政7年（1824年）、抜擢されて右筆役頭となる。しかし、文政11年（1828年）7月に真田幸専が江戸藩邸で逝去すると、同年10月に家督を象山に譲り隠居した。
天保3年（1832年）、77歳で死去。折りしも天保の大飢饉のさなかであり、迫る動乱の時代の到来を間近にしての他界であった。

## 長男、象山とのエピソード
- 象山の少年時代は、喧嘩や奇行に明け暮れており周囲から腕白ぶりで知られ一学も育成にはほとほと手を焼いたとされる。藩内からは、その様を「妻女山から槍がふる。佐久間の家から石が飛ぶ」とたとえられた。ある日のこと、象山は藩の家老の息子と悶着を起し、喧嘩騒ぎを起した。一学は、家名に傷がつくことを考え、ついに痺れを切らし厳しく象山に「礼儀」について諭し、「道徳」という人としての道を学ぶ為に3年間謹慎をするよう命じた。象山は、一学のいいつけを守り、外出せず朝夕机に向かい詩文や経書に励み、その性格を改めたという。

## 登場する作品
- 『評伝 佐久間象山(上)』　（松本健一）